# Tomohito Ito
Tomohito Ito (japonès: 伊藤智仁)  (Nakagyō-ku, 30 d'octubre de 1970) és un jugador de beisbol japonès, ja retirat, que va competir durant la dècada de 1990.
El 1992 va prendre part en els Jocs Olímpics d'Estiu de Barcelona, on guanyà la medalla de bronze en la competició de beisbol.
En acabar els Jocs passà a jugar al Tokyo Yakult Swallows de la lliga professional del Japó i l'any del seu debut fou reconegut com a millor debutant japonès. Diverses lesions a l'espatlla van limitar el seu rendiment i finalment es va veure obligat a retirar-se el 2003. Posteriorment va passar a exercir d'entrenador de llançadors en diferents equips.